# Іоан II Антіохійський
Іоан II Антіохійський (Кодонат) - Патріарх Антіохійський з 488 по 490 рік. Був монофізитом і період його правління, відзначений полемікою щодо монофізитіства, яка виникла після Халкедонського собору.

## Біографія
Іоан був висвячений на єпископа Петром Кнафеєм, патріархом і монофізитським лідером Антіохії, який призначив його на кафедру у Апамеї, щоб якомога далі поширити монофізитське панування в єпархії. Коли місцеве населення виступило проти нього, повернувся до Антіохії, де в 477 році падіння імператора Василіска повалило з собою і Кнафея. Скориставшись смутою, Іоан прийняв на себе титул патріарха Антиохійського, але пробув при владі лише три місяці, поки не був скинутий на скликаному з цією метою синоді.
Після цього Патріархами Антіохійськими були Стефан II, Календіон і знову Петро Кнафей, поки близько 488 року він був знову обраний патріархом окремими єпископами. Однак, через короткий час, знову був скинутий через виступ папи Римського Сімпліція проти Іоана. Згодом Акакій Константинопольський, який раніше засудив його, призначив єпископом міста Тира.
Був присутній на Тирському соборі в 514 році.